# 上海市复兴高级中学
31°17′40.31″N 121°28′43.63″E / 31.2945306°N 121.4787861°E
上海市复旦大学附属复兴中学，简称复兴中学，是一所位于上海市虹口区的市级重点中学、首批上海市实验性示范性高中，也是参加上海市六校联考（原十校联考）的上海市实验性、示范性高中之一。
复兴的前身是麦瑟尼克学校，始建于1886年；1937年日军攻佔上海後，日本人接管學校。1941年太平洋战争爆发后，學校所在地成為日军机关处所。中國抗日戰爭結束後，學校所在地被国民政府军事机构接管。1946年，学校复建，始称“上海市立复兴中学”，校名“复兴”，取“复兮旦兮，兴我中华”之意。然而计算学校成立时间一般不从实际建校年（1886年）开始算起，而是从1946年（复校及定名“复兴”之年）算起。
1998年，复兴中学高中部从四川北路老校区搬至车站南路校区，从此改称现名。初中部则改名为上海市复兴初级中学，后因政策原因名义上改为民办。
2024年7月1日，學校加掛复旦大学附属复兴中学。

## 历史沿革
| 时间              | 校名                                                                   |
| 1886—?            | 上海公共租界工部局麦瑟尼克学校                                         |
| ？—1915           | 上海公学(The Shanghai Public School)                                   |
| 1915—抗战爆发     | 汤姆 · 汉壁礼男童公学(Thomas Hanbury School)                           |
| 抗战爆发—1946年春 | （停课）                                                               |
| 1946年春—1998.8   | 上海市(立)复兴中学                                                     |
| 1998.9—现在       | 上海市复兴高级中学（初中部留在四川北路老校区，改称上海市复兴初级中学） |

## 学校概况
学校地处虹口区北端，占地80余亩。校园內有复兴会堂来歌堂、物理实验室和植物组织培养室，另有天文台、天象馆、室内排球馆、室内温水游泳池、400米标准塑胶跑道、标准足球场和网球场。复兴高级中学的行政楼“之升楼”楼顶的穹顶设计源于复兴中学四川北路老校区的建筑风格。

### 四大节
“四大节”分别是团学联主办的体育节、科技节、读书节和艺术节。每节均为一年一度，历时一周。
体育节系原田径运动会升格而来，现在除了田径比赛，也会举办球类比赛与拔河比赛。科技节期间会邀请大学教授、专家学者及优秀学生举办各类讲座，并进行科技节知识竞赛。读书节上会举办高一年级“诗韵流芳”朗诵比赛、高二年级“读书道”演讲比赛。艺术节期间，复兴百老汇（戏剧社）带来的话剧《雷雨》非常受学生追捧，而英语短剧展演也颇具人气。

### 冬季义卖义拍和游园活动
历时一般一天或两天，主要活动在小草坪举行。
高一、高二年级同学捐赠的物品，一般以班级为单位举办义卖。不进行义卖的班级，则改为组织游园活动，如举办上海老弄堂游戏等。

## 复兴论坛
除了学生自己组织的活动，学校亦会组织若干活动，其中经常举行且最为著名的是“复兴论坛”。

## 象征符号

### 校训
求  真

### 校徽
盾形徽章。上方是上海市花白玉兰图样，中间是一本书，上书“求真”二字。“复兴中学”四字以篆書形式写成。校徽有蓝白色和红金色两种形式，分别在不同场合使用。该校徽同时也是复兴初级中学的校徽。

### 校标
校标作为校徽的补充，形式是绿色土地上升起一轮红日的图样。复兴的盾形校徽庄严华丽，但不够简洁，因此在部分场合没有条件使用校徽时可以使用简洁的校标代替。如复兴卡上印制的就是复兴的校标而非校徽。

### 校歌
现行校歌是《复兴人之歌》，老校长彭文怡词，陆在易曲。

## 其它
动画片《我为歌狂》中“南华高级中学”的原型就是复兴高级中学。